# Яниковски, Ева
Ева Яниковски (венг. Janikovszky Éva; урождённая Ева Этелька Наметта Кучеш, 23 апреля 1926, Сегед — 14 июля 2003, Будапешт) — венгерская писательница. Особую известность она получила благодаря своим книгам для детей, которые переведены более чем на 30 языков.

## Биография

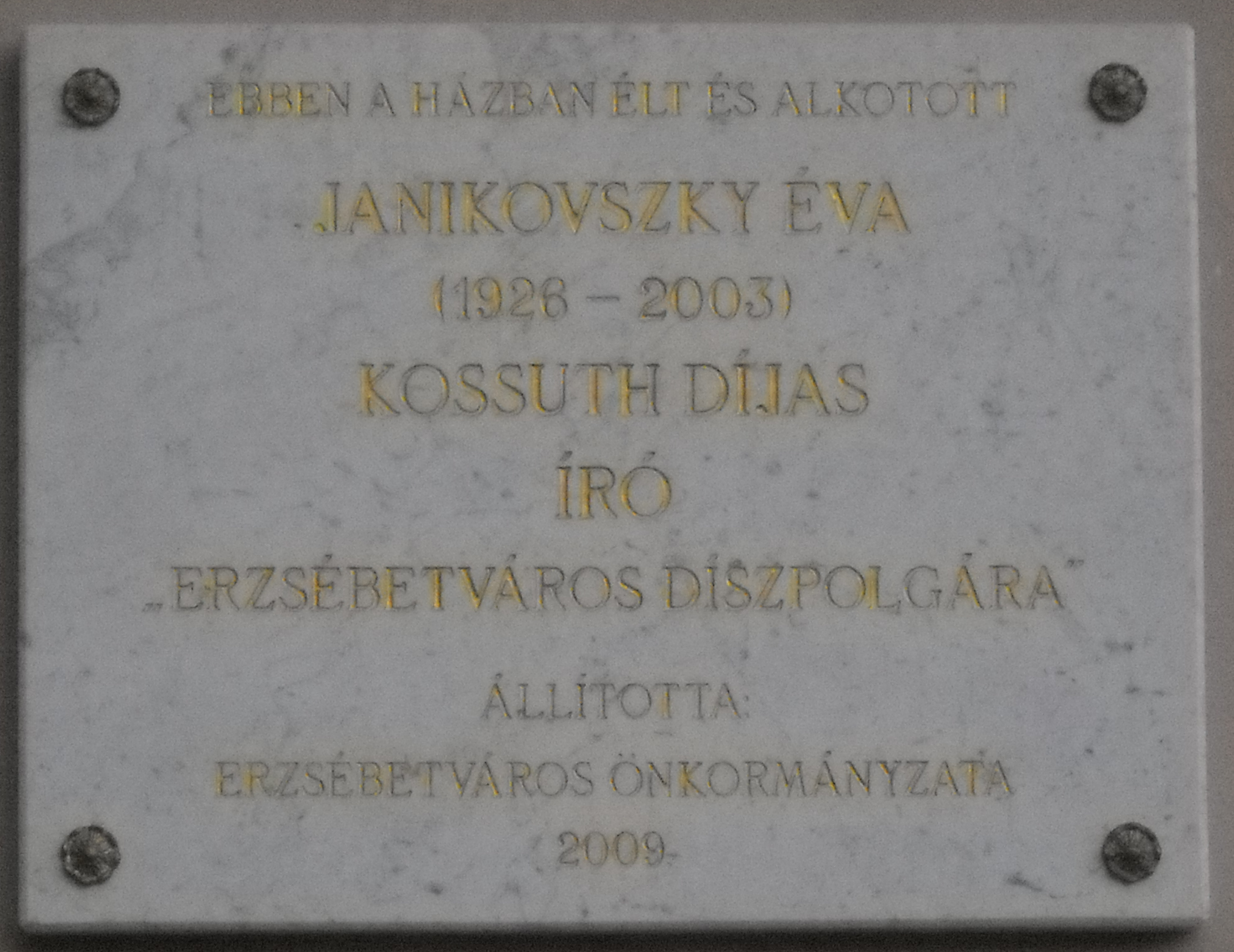
Мемориальная доска на стене её дома в Будапеште

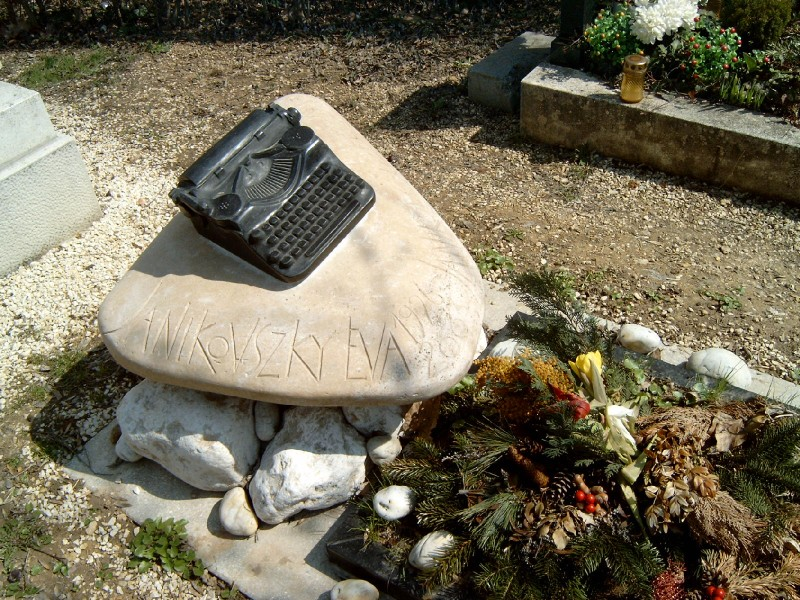
Могила Евы Яниковски

Родилась 23 апреля 1926 года в городе Сегед. С 1944 по 1948 год изучала философию и фольклор в Сегедском университете, а с 1948 по 1950 год философию, психологию и политическую экономию в университете Лоранда Этвеша в Будапеште, где в 1950 году получила диплом педагога. С 1950 по 1953 год она работала референтом в Министерстве образования в отделе учебных пособий, затем в течение четырёх лет была редактором в молодёжном книжном издательстве (Ifjúsági Könyvkiadó). Позже она была главным редактором издательства Ференца Мора.
Ее первая книга Csip-Csup вышла в 1957 году. Тематика её произведений чаще всего касается отношений детей и взрослых на фоне повседневных переживаний и конфликтов. Кроме того, она писала сценарии к фильмам, работала в журналах и выступала в радио- и телепередачах. По некоторым из её книг были сняты анимационные и телевизионные фильмы. Многие книги Яниковски проиллюстрированы графиком Ласло Ребером (1920—2001).
Ева Яниковски умерла 14 июля 2003 года. Похоронена на кладбище Фаркашрети в Будапеште.

## Личная жизнь
В 1952 году она вышла замуж за врача Белу Яниковски, в 1955 году у них родился сын Янош.

## Признание
Яниковски имеет более десятка премий, среди которых немецкая премия в области детской литературы и премия имени Кошута. Почётная гражданка Эржебетвароша (район Будапешта). В её честь в 2003 году была названа школа в Будапеште. С 2004 года существует фонд Евы Яниковски.

## Произведения
| - Csip-Csup, 1957 - Szalmaláng, 1960 - Aranyeső, 1962 - Te is tudod?, 1962 - Ha én felnőtt volnék, 1965 - Akár hiszed, akár nem, 1966 - Jó nekem, 1967 - Felelj szépen, ха kérdeznek, 1968 - Bertalan és Barnabás, 1969 - Málnaszörp és szalmaszál, 1970 - Velem mindig csökkenés valami, 1972 - Kire ütött ez a gyerek?, 1974 - Már óvodás vagyok1975 года - A nagy zuhé, 1976 | - A lemez két oldala, 1978 - Már megint, 1978 - Az úgy volt…, 1980 - Már iskolás vagyok, 1983 - Örülj, hogy fiú!, В 1983 году - Örülj, hogy lány!, В 1983 году - A Hét bőr, 1985 - My Own Budapest Guide, 1991 - Felnőtteknek írtam, 1997 - Mosolyogni tessék!, В 1998 году - Cvikkedli, 1999 - Ájlávjú, 2000 - Ru szép ez az élet!, 2001 - Ráadás, 2002 |